# Трёхтельборн
Трёхтельборн (нем. Tröchtelborn) — община в Германии, в земле Тюрингия.
Входит в состав района Гота. Подчиняется управлению Нессеауэ.  Население составляет 311 человек (на 31 декабря 2010 года). Занимает площадь 5,67 км².